# Areias de Vilar
Areias de Vilar é uma povoação portuguesa do Município de Barcelos que foi sede da Freguesia de Areias de Vilar, freguesia que tinha 5,76 km² de área e 1 365 habitantes (2011), tendo, por isso, uma densidade populacional de 237 hab/km².
A Freguesia de Areias de Vilar foi extinta tendo sido agregada à Freguesia de Encourados para formar uma nova freguesia denominada União das Freguesias de Areias de Vilar e Encourados da qual é sede.

## População
| População da Freguesia de Areias de Vilar (1864 – 2011) | População da Freguesia de Areias de Vilar (1864 – 2011) | População da Freguesia de Areias de Vilar (1864 – 2011) | População da Freguesia de Areias de Vilar (1864 – 2011) | População da Freguesia de Areias de Vilar (1864 – 2011) | População da Freguesia de Areias de Vilar (1864 – 2011) | População da Freguesia de Areias de Vilar (1864 – 2011) | População da Freguesia de Areias de Vilar (1864 – 2011) | População da Freguesia de Areias de Vilar (1864 – 2011) | População da Freguesia de Areias de Vilar (1864 – 2011) | População da Freguesia de Areias de Vilar (1864 – 2011) | População da Freguesia de Areias de Vilar (1864 – 2011) | População da Freguesia de Areias de Vilar (1864 – 2011) | População da Freguesia de Areias de Vilar (1864 – 2011) | População da Freguesia de Areias de Vilar (1864 – 2011) |
| ------------------------------------------------------- | ------------------------------------------------------- | ------------------------------------------------------- | ------------------------------------------------------- | ------------------------------------------------------- | ------------------------------------------------------- | ------------------------------------------------------- | ------------------------------------------------------- | ------------------------------------------------------- | ------------------------------------------------------- | ------------------------------------------------------- | ------------------------------------------------------- | ------------------------------------------------------- | ------------------------------------------------------- | ------------------------------------------------------- |
| 1864                                                    | 1878                                                    | 1890                                                    | 1900                                                    | 1911                                                    | 1920                                                    | 1930                                                    | 1940                                                    | 1950                                                    | 1960                                                    | 1970                                                    | 1981                                                    | 1991                                                    | 2001                                                    | 2011                                                    |
| 650                                                     | 650                                                     | 621                                                     | 637                                                     | 679                                                     | 664                                                     | 769                                                     | 935                                                     | 896                                                     | 1 222                                                   | 1 153                                                   | 1 211                                                   | 1 148                                                   | 1 457                                                   | 1 365                                                   |

No censo de 1864 figura com o nome de Areias de Vilar e Madalena. No censo de 1878 figura com o nome de Areias e Madalena de Vilar. Nos censos de 1911, 1920 e 1930 figura com o nome de Areias de Vilar e Madalena de Vilar. Pelo decreto-lei nº 27.424, de 31/12/1936, foi-lhe dada a actual designação, ficando a freguesia de Madalena a fazer parte integrante desta freguesia.

## Património
- Chafariz monumental existente no pátio do extinto convento anexo à igreja de Vilar de Frades
- Igreja de Vilar de Frades ou Igreja do Mosteiro dos Lóios
- Barragem de Penide

## Resultados eleitorais para a Junta de Freguesia
| Partidos | %    | M    | %    | M    | %    | M    | %    | M    | %    | M    | %    | M    | %    | M    | %    | M    | %    | M    | %    | M    |
| Partidos | 1976 | 1976 | 1979 | 1979 | 1982 | 1982 | 1985 | 1985 | 1989 | 1989 | 1993 | 1993 | 1997 | 1997 | 2001 | 2001 | 2005 | 2005 | 2009 | 2009 |
| -------- | ---- | ---- | ---- | ---- | ---- | ---- | ---- | ---- | ---- | ---- | ---- | ---- | ---- | ---- | ---- | ---- | ---- | ---- | ---- | ---- |
| PPD/PSD  | 64,9 | 5    | 77,1 | 7    | 44,5 | 4    | 27,4 | 2    | 47,7 | 4    | 35,7 | 3    | 33,5 | 3    | 38,9 | 4    | 53,7 | 5    | 52,0 | 5    |
| PS       | 26,1 | 2    |      |      | 14,8 | 1    | 22,0 | 2    | 18,4 | 1    | 17,4 | 1    | 12,2 | 1    | 9,3  | 1    | 12,7 | 1    | 14,5 | 1    |
| APU/CDU  |      |      | 20,1 | 2    | 19,2 | 2    | 18,0 | 1    | 8,4  | -    | 5,4  | -    | 2,5  | -    | 11,8 | 1    | 10,2 | 1    | 10,2 | 1    |
| CDS-PP   |      |      |      |      | 18,1 | 2    | 29,4 | 2    | 22,7 | 2    | 39,0 | 3    | 49,1 | 5    | 37,3 | 3    | 21,4 | 2    | 20,7 | 2    |